# ヘビーユーザー
ヘビーユーザー (Heavy User) とは、コンピューターゲームやPC、携帯電話などのメディアの利用時間が、想定される平均的な利用時間よりも多い利用者を指す英語である。パワーユーザー (Power User) とも呼ばれる。
ヘビーユーザー（パワーユーザー）という言葉は、アメリカ合衆国国内でのコンピュータシステム構築において、「制作者の想定を超えてシステムに支障が出るくらい頻繁・長時間にわたって激しく (heavy) 利用する者 (user)」から作成された。そのため、特に英語圏では否定的ニュアンスを持つ場合がある。対となる言葉はライトユーザーであるが、これは和製英語であり、英語で対となる言葉はcasual userである。

### インターネット
- ネット中毒

### ゲーム
- ゲーマー

### アニメ
- オタク

### PC
- 自作PC

### 携帯電話
- パケット定額制
- パケ死

### その他
- ブックオフのヘビーユーザー清水國明